# 최병묵의 이것이 정치다
《최병묵의 이것이 정치다》는 TV조선에서 매주 월요일 ~ 금요일 오후 5시에 방송되는 텔레비전 프로그램이다.

## MC
- 최병묵

## 타이틀 변천사
| 기수 | 타이틀                               | 방송 기간                          |
| ---- | ------------------------------------ | ---------------------------------- |
| 1기  | 정두언, 김유정의 이것이 정치다       | 2016년 5월 23일 ~ 10월 21일        |
| 2기  | 전원책의 이것이 정치다               | 2016년 10월 24일 ~ 2017년 6월 23일 |
| 3기  | 최병묵의 이것이 정치다→이것이 정치다 | 2017년 6월 26일 ~ 2017년 11월 3일  |

## 경쟁 뉴스 프로그램
- 뉴스 & 이슈
- OBS 뉴스 오늘
- KBS 뉴스 5
- MBC 이브닝 뉴스
- SBS 오 뉴스
- JTBC 정치부회의
- 채널A 뉴스 TOP 10
- KBS 경제타임